# Fundación Bancaja
La Fundación Bancaja es una fundación bajo el protectorado de la Generalidad Valenciana. Anteriormente, Bancaja fue la marca comercial de la Caja de Ahorros de Valencia, Castellón y Alicante, una entidad de crédito española de naturaleza fundacional y carácter benéfico-social, con el objeto de contribuir a la consecución de los intereses generales, a través del desarrollo económico y social en su zona de actuación.
Bancaja fue la entidad financiera más importante de la Comunidad Valenciana, la matriz del sexto grupo financiero español y del tercero dentro del sector de cajas de ahorros, medido por activos totales, con un gran potencial de desarrollo.
Su negocio bancario (cartera de clientes, oficinas, activos, patrimonio) se segregó en un SIP (Sistema Institucional de Protección) con otras cajas españolas, (Caja Madrid, La Caja de Canarias, Caja de Ávila, Caixa Laietana, Caja Segovia y Caja Rioja), al que se llamó Banco Financiero y de Ahorros y este a su vez transfirió su negocio a la entidad filial Bankia, creando así el tercer grupo financiero mayor de España.
Bankia, por tanto, poseyó los activos financieros y una gran parte del patrimonio inmobiliario que fuera de la entidad, aunque en el acuerdo se decidió que algunos edificios históricos y sociales se mantuvieran bajo la titularidad de Bancaja. Por otra parte, algunas de las filiales que pertenecieron a Bancaja, como por ejemplo Bancaja Habitat o Bancaja Capital, mantienen actualmente su titularidad en Banco Financiero y de Ahorros, con la intención de mantener Bankia "limpia" de los conocidos financieramente como activos tóxicos.
Tras la segregación de su negocio bancario, la existencia de Bancaja se limitó al mantenimiento de la Obra social, la cual desarrolló de forma independiente como venía haciendo en el pasado. Sin embargo, tras la nacionalización en el año 2012 por parte del FROB de Banco Financiero y de Ahorros, Bancaja, así como el resto de cajas que formaron el grupo perdieron su participación accionarial en el banco, dejando de ser propietarias de la entidad que ellas mismas constituyeron y perdiendo la retribución de dividendos de BFA como su única vía de ingresos, por lo que el 27 de noviembre la caja se transformó en una fundación de carácter especial.
Su domicilio social estaba, desde 1991, en Castellón de la Plana, calle Caballeros, 2. Estaba sujeta a la supervisión del Banco de España y sometida al protectorado de la Generalidad Valenciana. Estaba integrada en la Federación Valenciana de Cajas de Ahorros y en la Confederación Española de Cajas de Ahorros. Su CIF era el número G-46002804. Estaba inscrita en el Registro Mercantil de Castellón, en el Tomo 532, Libro 99 de la Sección General, Hoja número CS-2749; en el Registro administrativo especial a cargo del Banco de España con el número 49; y en el Registro de Cajas de Ahorros de la Comunitat Valenciana con el número 4.
Tras la transformación en fundación de carácter especial, su sede pasó a situarse en Valencia. Posteriormente, se transformó en una fundación ordinaria.

## Historia
Los orígenes del Grupo Bancaja se remontan a 1878, fecha en la que la Real Sociedad Económica de Amigos del País de Valencia funda la Caja de Ahorros y Monte de Piedad de Valencia, posteriormente se darían una serie de absorciones de otras cajas y entidades que finalmente desembocarían en lo que llegó a ser Bancaja. 

Logotipo de la Caja de Ahorros y Monte de Piedad de Valencia durante la segunda mitad del.

En 1940 se absorbió la Caja de Ahorros y Monte de Piedad de Alcira, En 1941, la Caja de Ahorros de Villarreal, en 1942 la Caja de Ahorros y Monte de Piedad de Alberique, en 1943 la Caja de Ahorros de Játiva y en 1945 la Caja de Ahorros de Gandía.
Entre 1989 y 1991 fue cuando se integraron en este grupo la Caja de Ahorros y Monte de Piedad de Segorbe y la Caja de Ahorros y Monte de Piedad de Castellón, adoptando así la nueva caja su nombre actual: Caja de Ahorros de Valencia, Castellón y Alicante, Bancaja; (Caixa d'Estalvis de València, Castelló i Alacant, Bancaixa)".
Una vez constituida Bancaja hubo varias integraciones de otras entidades más en la caja de ahorros: Caja de Ahorros y Socorros de Sagunto, Banco de Murcia S.A., el 24,24% del capital social de Banco de Valencia, el Sindicato de Banqueros de Barcelona, S.A. (SindiBank), la Caja de Ahorros y Préstamos de Carlet.

### Banco Financiero y de Ahorros (BFA)
En 2010, Bancaja formó un SIP con otras seis cajas de ahorros españolas: Caja Madrid, La Caja de Canarias, Caja de Ávila, Caixa Laietana, Caja Segovia y Caja Rioja, al que se denominó socialmente Banco Financiero y de Ahorros (BFA). Bancaja tenía la propiedad del 37,7% del nuevo banco en el momento de su formación, con la intención de que el reparto de los dividendos por beneficio de BFA aportaría capital a Bancaja con el que mantener su obra social.
Los activos, el negocio bancario y el patrimonio de la entidad (cartera de clientes, oficinas, productos financieros, capital,...), a excepción de algunos edificios considerados patrimonio histórico de Bancaja, se segregaron en BFA, y este posteriormente los segregó en Bankia S.A. La participación de Bancaja en Banco de Valencia también fue transferida a BFA, sin embargo se decidió que su gestión se mantuviera separada del nuevo grupo, no integrándola en Bankia. Un año después de la constitución del nuevo banco, BFA perdió su participación en Banco de Valencia cuando el Estado nacionalizó esta última y dejó como único accionista al FROB. Banco de Valencia acabó siendo subastada y vendida a CaixaBank.
El 27 de junio de 2012, se formalizó la nacionalización y entrada del FROB en el accionariado del BFA, pasando este a ser accionista único de BFA con el 100% del capital, por lo que las cajas que habían conformado el banco en 2010 quedaron fuera de la nueva estructura de la entidad y, en definitiva, perdieron el control y cualquier relación con BFA y con Bankia.

### Transformación en fundación
El 27 de noviembre de 2012, al haberse quedado Bancaja sin su única vía de financiación a través de BFA-Bankia, la entidad se vio obligada a transformarse en una fundación de carácter especial bajo el protectorado de la Generalidad Valenciana, con la intención de mantener la obra social y el patrimonio cultural que venía gestionando hasta ese momento la ya extinta caja.
Posteriormente, se transformó en una fundación ordinaria. Actualmente la sede central de la fundación está ubicada en el edificio del Centro Cultural Bancaja de Valencia.

## El Grupo Bancaja
El Grupo Bancaja estuvo formado por un conjunto de empresas constituidas o participadas por la Caja de Ahorros de Valencia, Castellón y Alicante, Bancaja, que integró entidades financieras y sociedades de servicios.
Estas empresas tenían como objeto especializar y diversificar la oferta de productos a los clientes a través de diferentes canales de distribución en un espacio geográfico progresivamente ampliado, a fin de obtener economías de escala y de ámbito o de alcance.
Bancaja, como entidad matriz del Grupo, coordinaba la actuación de las empresas participadas, a las que apoyaba en diversos aspectos.
Conformaban el Grupo Bancaja:
| Empresa               | Derechos de voto | Sociedad                  |
| --------------------- | ---------------- | ------------------------- |
| Martinsa-Fadesa       | 5,975%           | -                         |
| Inmobiliaria Colonial | 2,75%            |                           |
| Iberdrola             | 5,736%           | Bancaja Inversiones, S.A. |
| Abertis               | 0,85%            |                           |
| NH Hoteles            | 5,66%            | Bancaja Inversiones, S.A. |
| Terra Mítica          | 24,23%           |                           |

Tras la creación del SIP Banco Financiero y de Ahorros, su participación del 38% en Banco de Valencia le fue transferida a este último.
Bancaja Inversiones, S.A. fue una sociedad con un 70% de participación de Bancaja y un 30% de Deutsche Bank y Gugenheim Capital.

## Administración

### Consejo de administración
El Consejo de Administración estaba formado, hasta 2012, por 20 miembros distribuidos en los siguientes grupos:
| Grupo                           | N.º de miembros |
| ------------------------------- | --------------- |
| Impositores                     | 7               |
| Generalidad Valenciana          | 5               |
| Corporaciones Municipales       | 5               |
| Empleados                       | 2               |
| Personas o Entidades Fundadoras | 1               |

### Asamblea General
La Asamblea General estaba formada, hasta 2012, por 197 consejeros generales distribuidos en los siguientes grupos:
| Grupo                           | Consejeros Generales |
| ------------------------------- | -------------------- |
| Impositores                     | 66                   |
| Generalidad Valenciana          | 49                   |
| Corporaciones Municipales       | 48                   |
| Empleados                       | 24                   |
| Personas o Entidades Fundadoras | 10                   |

## Causas judiciales

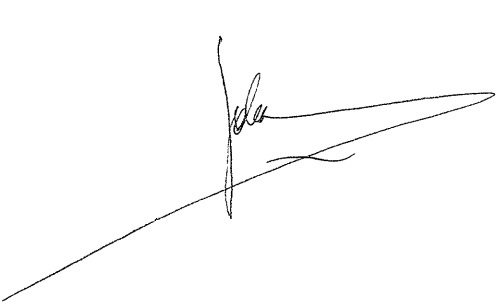
Firma de José Luis Olivas.

En junio de 2014, se anunció que un juez había imputado al expresidente de la Generalidad Valenciana y Bancaja José Luis Olivas por delito fiscal en una operación con el empresario Vicente Cotino.
En julio de 2015, el juez de la Audiencia Nacional Juan Pablo González dejó en libertad con medidas cautelares a José Luis Olivas y envió a prisión a Aurelio Izquierdo, ex director general de Bancaja y expresidente del Banco de Valencia; a José Cortina, ex director general adjunto de la caja; así como a dos empresarios tras imputarles delitos de corrupción por los créditos que Bancaja y el Banco de Valencia concedieron para financiar inversiones inmobiliarias en el Caribe.
En octubre de 2015, el juez Juan Pablo González fijó fianzas solidarias de 232,7 millones de euros para José Luis Olivas y a otros cuatro exdirectivos de la entidad por la concesión de préstamos para el proyecto Grand Coral en el Caribe mexicano.
En junio de 2016, la juez de la Audiencia Nacional Carmen Lamela citó a declarar como investigados a 23 exconsejeros y directivos de Bancaja, entre ellos el que fuera presidente del Banco de Valencia, Antonio Tirado, por la concesión de créditos dudosos por valor de 520 millones de euros a la sociedad Grand Coral para llevar a cabo tres operaciones inmobiliarias en Baja California y la Riviera Maya.
En octubre de 2016, se celebró un juicio para resolver una denuncia interpuesta por la Fiscalía y la Agencia Tributaria por fraude fiscal y falsificación de documento mercantil en relación con una operación con el empresario Vicente Cotino.